# Gherdeal, Sibiu
Gherdeal (în dialectul săsesc Girtle, în germană Gürteln, Gürtelen, Gürtlen, Girteln, în maghiară Gerdály) este un sat în comuna Bruiu din județul Sibiu, Transilvania, România.
județul Sibiu, Transilvania, România.
Cuprinde 112 numere cadastrale, din care o biserică ortodoxă, o biserică săsească și o școală.

## Monumente istorice
- Biserica Sfântul Nicolae (sec.XVIII)
- Biserica fortificată din Gherdeal

## Imagini

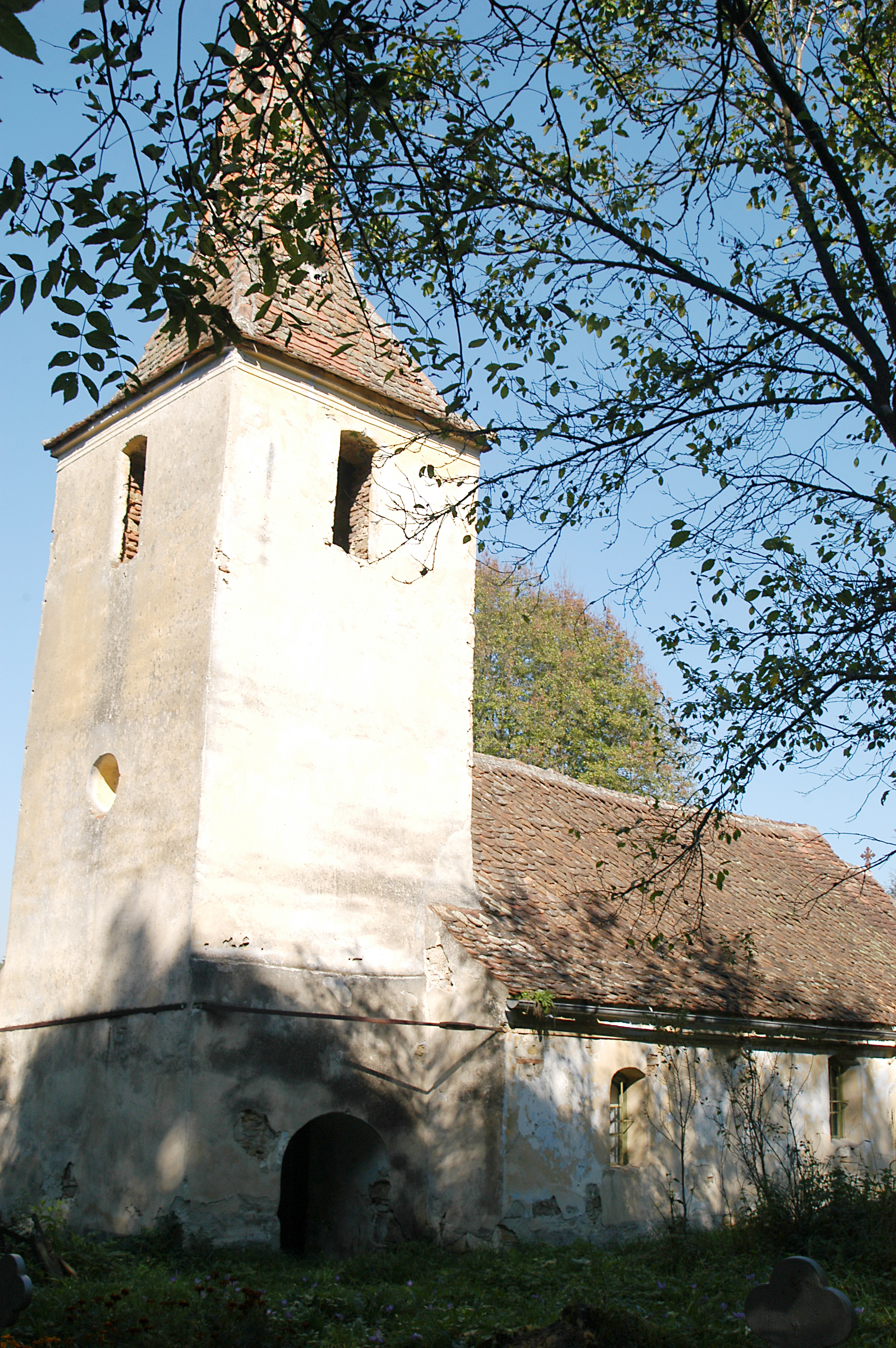
Biserica „Sfântul Nicolae”
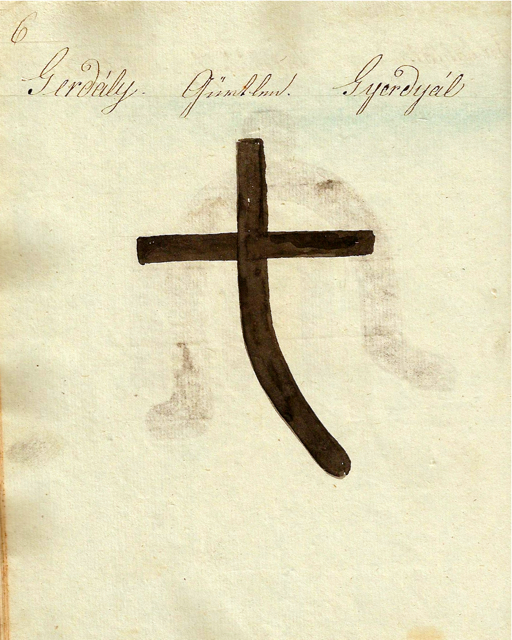
1826 - Danga pentru vite
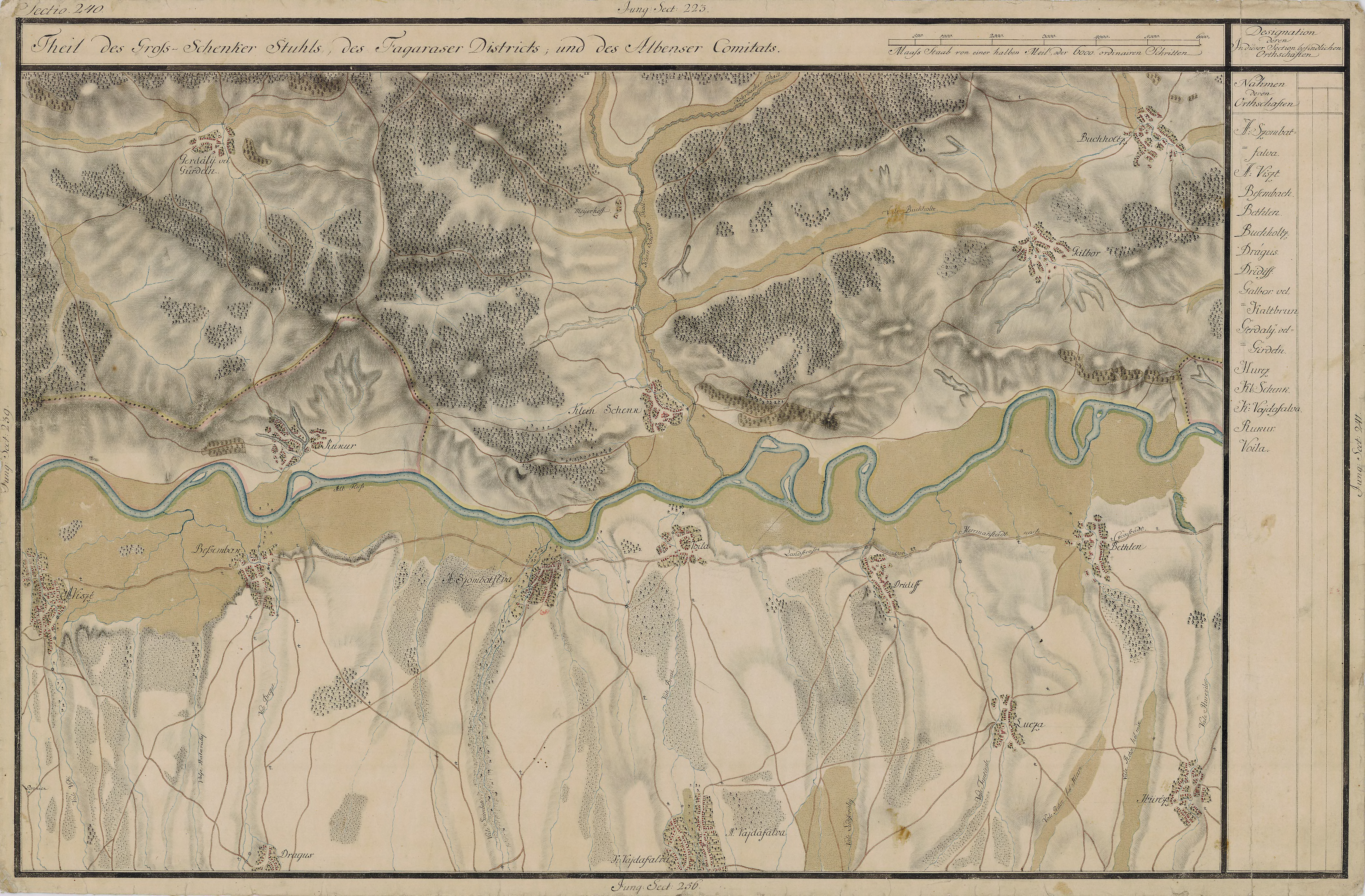
Gherdeal pe Harta Iosefină a Transilvaniei, 1769-1773